# ساموئل تاکیی
ساموئل تاکیی (انگلیسی: Samuel Takyi؛ زادهٔ ۲۳ دسامبر ۲۰۰۰) بوکسور اهل غنا است.